# Danglas
Danglas (Bayan ng Danglas, Abra) är en kommun i Filippinerna. Kommunen ligger på ön Luzon, och tillhör provinsen Abra. Folkmängden uppgår till 5 411 invånare.
Danglas är delat i 7 barangayer.